# Strada Mihail Kogălniceanu din Chișinău
Strada Mihail Kogălniceanu (colocvial str. Kogălniceanu; din 1834 și până la sf. secolului al XIX-lea – str. Reni; de la sf. secolului al XIX-lea și până în 1924 – str. Pirogov; în 1924-1944 – str. Mihail Kogălniceanu; în 1944-1991 – str. Pirogov) este o stradă din centrul istoric al Chișinăului. 
De-a lungul străzii sunt amplasate o serie de monumente de arhitectură și istorie (Clădirea Muzeului Național de Etnografie și Istorie Naturală, Clădirea fostei clinici de pneumonie fondată de Vasili Kalmuțchi, Clădirea fostei școli reale, Casa inginerului Serbov cu o atenansă în curte,  Complexul de edificii ale Școlii Teologice, Edificiul „Școlii Belle Arts”, Sediul fostei Cârmuiri guberniale a Basarabiei, etc), precum și clădiri administrative (Biserica Sf. Serafim, Institutul Național de Justiție, Muzeul Național de Etnografie și Istorie Naturală, blocuri ale Universității de Stat din Moldova, sediul Agenției Naționale pentru Siguranța Alimentelor, Biroul Național al Asigurătorilor de Autovehicole, Casa de Cultură a Universității de Stat din Moldova, etc). 
Strada începe de la intersecția cu str. Vasile Lupu, intersectând alte 13 artere și încheindu-se la intersecția cu str. Lev Tolstoi.  

## Legături externe
- Strada Mihail Kogălniceanu din Chișinău la wikimapia.org